# Jacques Pennewaert
Jacques Pennewaert (Brussel, 11 maart 1940 - juli 2016) was een Belgische atleet, die gespecialiseerd was in de middellange afstand. Hij nam tweemaal deel aan de Olympische Spelen en veroverde op drie verschillende onderdelen in totaal vijf Belgische titels.

## Biografie
Pennewaert werd in 1963 voor het eerst Belgisch kampioen op de 200 m en op de 400 m. Hij nam voor het eerst deel aan de Spelen van 1964 in Tokio, waar hij uitkwam op de 400 m, waarin hij uitgeschakeld werd in de reeksen en op de 800 m, waarin hij in de finale achtste werd. Op de Olympische Spelen van 1968 in Mexico-Stad kwam hij uit op de 400 m en de 800 m. Hij haalde op de 400 m twee medailles op twee Universiades en nam ook deel aan de Europese kampioenschappen.

### Clubs
Pennewaert was aangesloten bij Racing Club Brussel en Racing White.

## Belgische kampioenschappen
| Onderdeel | Jaar             |
| --------- | ---------------- |
| 200 m     | 1963             |
| 400 m     | 1963, 1964, 1968 |
| 800 m     | 1964             |

## Persoonlijke records
| Onderdeel | Prestatie | Datum           | Plaats |
| --------- | --------- | --------------- | ------ |
| 400 m     | 46,8      | 19 mei 1962     | Düren  |
| 800 m     | 1.47,0    | 15 oktober 1964 | Tokio  |

## Palmares

### 200 m
- 1963:  BK AC - 21,8 s

### 400 m
- 1961:  Universiade in Sofia – 48,06 s
- 1962: 4e in ½ fin. EK in Belgrado – 46,8 s
- 1963:  BK AC - 47,8 s
- 1963:  Universiade in Porte Alegre – 47,62 s
- 1964:  BK AC - 48,0 s
- 1964: 8e reeks OS in Tokio – 47,7 s
- 1966: 5e reeks EK in Boedapest - 48,9 s
- 1968:  BK AC – 47,4 s
- 1968: 6e reeks OS in Mexico-Stad – 48,55 s

### 800 m
- 1964:  BK AC - 1.51,6
- 1964: 8e OS in Tokio – 1.50,5
- 1966: 5e reeks EK in Boedapest - 1.48,4
- 1968: 7e reeks OS in Mexico-Stad – 1.53,81